# Epigrammi (San Damaso)
Gli Epigrammi di San Damaso (in latino Epigrammata) sono una raccolta di iscrizioni di genere epigrammatico composte da papa Damaso I (366-384). Sono pervenute circa 60 iscrizioni, di cui tre componimenti in distici, quattro in prosa e i rimanenti in esametri.